# Roberto Urbay
Roberto Antonio Urbay (La Habana, 8 de agosto de 1953) es pianista concertista y profesor.

## Biografía
Formado musicalmente en la Escuela Nacional de Arte de La Habana, Cuba, donde estudió piano con Margot Rojas Mendoza y Silvio Rodríguez Cárdenas. Ganador de una beca para realizar estudios superiores en el prestigioso Conservatorio Chaikovski de Moscú.  Allí estudió con Yevgueni Moguilevski y obtuvo el título de Máster de Bellas Artes, especializado como Pianista Concertista y profesor en 1983.  También fue merecedor de becas para realizar estudios de posgrado en Hungría, en la obra de Liszt y Bartók en los años 1986 y 1987, bajo la orientación de los ilustres pianistas György Cziffra y Zoltan Kocsis.
Roberto Antonio Urbay es ganador del Premio UNEAC -Unión Nacional de Escritores y Artistas de Cuba- (1973), del Premio Especial en Música de Cámara, en la Tribuna de Jóvenes Intérpretes en el Festival lnterpodium de Bratislava (1977). Participó en tres famosos concursos internacionales: Queen Elizabeth en Bruselas (1978), Van Cliburn en Texas (1981) y Liszt en Budapest (1986).
Su arte interpretativo ha sido valorado en Bélgica, Rusia, República Checa, Eslovaquia, Italia, España, Albania, Alemania, Hungría, Kazajistán, Corea, Japón, Estados Unidos, Colombia, República Dominicana, Chile, Bolivia, Argentina y Cuba, donde ha interpretado un extenso y variado repertorio en recitales, música de cámara y conciertos con orquesta, en festivales, concursos y giras internacionales.
Con más de 40 años como docente del arte pianístico,  ha sido profesor en prestigiosas Instituciones Musicales, tales como el Instituto Superior de Arte de La Habana y en la actualidad en el Departamento de Música de la Facultad de Artes y Diseño de la Universidad Nacional de Cuyo, Mendoza, Argentina, donde es Profesor Titular desde 1995. Sus alumnos han alcanzado más de 50 premios en diversos concursos de interpretación pianística en varios países. Ha sido Presidente y Miembro de Jurado en concursos. Además ha ofrecido cursos de perfeccionamiento sobre la obra de Mozart, de Liszt, Música Latinoamericana, El piano en el Romanticismo. También ha dictado Clases Magistrales, Seminarios y Conferencias.
Ha grabado para los sellos discográficos Magic Music, Egrem y Colibrí. Algunas de sus grabaciones tanto en CD como en DVD han sido premiadas en la Feria Discográfica Internacional, “Cubadisco”, tales como: Obra Completa para Piano de Harold Gramatges (1999), los Cinco Conciertos para Piano de Heitor Villa-Lobos (2007), donde interpretó el Concierto Nº 5 y Mozart en La Habana, con 4 sonatas para Piano (2008), álbumes premiados en las categorías de Gran Premio y Solista Concertante.

## Repertorio

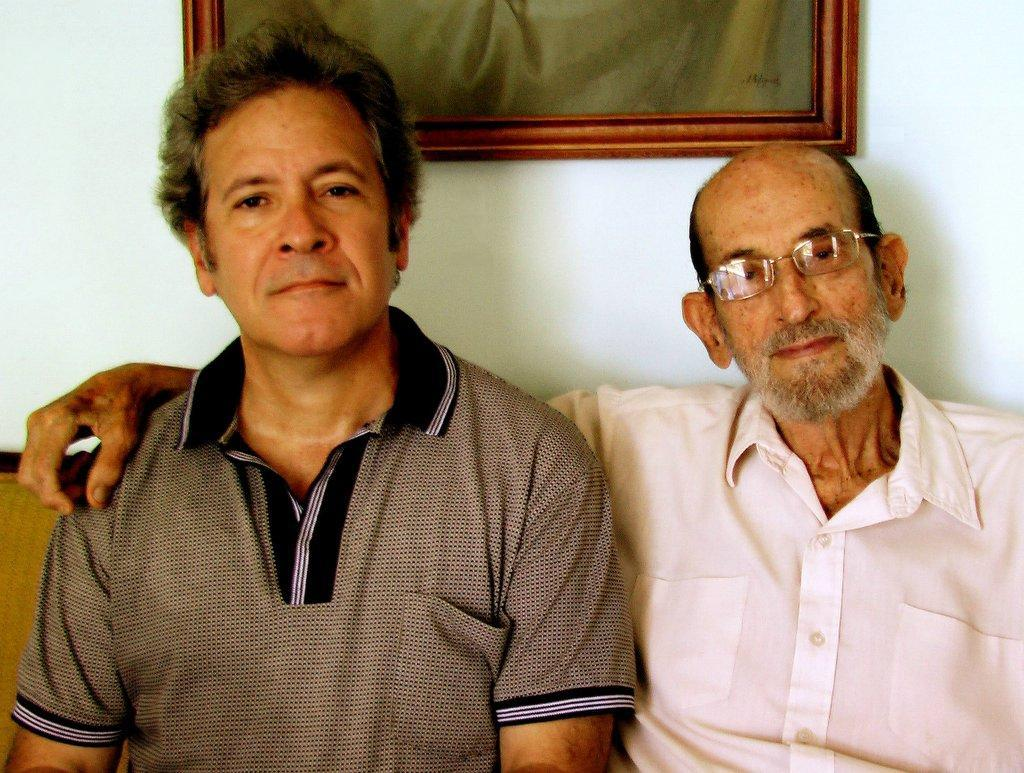
Roberto Urbay con Harold Gramatges en 2006.

Sus preferencias se inclinan hacia Scarlatti, Haydn, Mozart, Beethoven y Schubert. Posee un profundo interés por la obra de Chopin y Liszt, autores que interpreta habitualmente en sus conciertos. Bartók, Prokófiev, Debussy, Poulenc y Villa-Lobos, son algunos de los compositores del siglo XX con los que se le identificó desde los inicios de su carrera.
También en sus programas de concierto ha interpretado obras de Bach, Händel, Galuppi, Soler, Mendelssohn, Schumann, Brahms, Chaikovski, Skriabin, Rajmáninov, Prokófiev, Shostakóvich, Shchedrín, Aleksandrov, Albéniz, Granados, de Falla, Gershwin, Bernstein y Moleiros.
Los compositores cubanos Manuel Saumell, Ignacio Cervantes, Ernesto Lecuona, Alejandro García Caturla, Harold Gramatges, José Ardévol, Edgardo Martín, Hilario González, Fabio Landa, Leo Brouwer, Carlos Fariñas, Héctor Angulo, Roberto Valera, Carlos Malcolm, Armando Rodríguez Ruidíaz y Juan Piñera han integrado durante años sus programas de conciertos.

## Críticas
- Roberto Urbay cuenta sólo con 20 años. En él se observa la madurez interpretativa de un pianista destacado. (Liszt, Concierto N° 2) (Juan Antonio Pola, Bohemia, Cuba, 1974)

- Su interpretación es brillante en Chopin y Liszt, causando gran efecto.  (Gazet van Antwerpen, Bélgica, 1978)

- Es un músico sensible y distinguido (La Libre Belgique, Bélgica, 1978)

- La Balada opus 23 ( Chopin) tomó gran intensidad poética bajo sus dedos. (Andres Mean, La Cite, Bélgica, 1978)

- Roberto Urbay es un talentosísimo pianista, un músico maduro, dueño de un cálido temperamento, gran sonido y un virtuosismo de alta clase.  (Evgeni Mogilevsky, Moscú, Rusia, 1983)

- El artista transmitió la noble expresión de la música, plena de sentimientos, teniendo presente las características de cada obra, que demandan un alto nivel técnico y artístico. Fue muy impresionante para todos los presentes. (Rodong Simun, Pyongyang, Corea, 1987)

- (...) la interpretación del pianista, llena de imágenes transparentes y densidad emocional, transmite un mensaje de bien y belleza entre los tiempos y la gente.   (Limos Dizdari, Drita, Tirana, Albania, 1987)

- Urbay es un pianista de imaginación, sensibilidad y apasionado temperamento, pero a la vez preciso y controlado; capaz de cantar con intensidad conmovedora como de lograr audaces efectos de brío y virtuosismo.  (Hoy, República Dominicana, 1990)

- (…) memorable por la belleza de sonido, el fraseo cuidadoso, el control sostenido de un toque cantable y muy lírico, que rebelan a un pianista sensible, de amplia cultura y vasta capacidad de comunicación.  (Granma, La Habana, Cuba, 1990)

- Artista de amplia experiencia, toca con madurez plena y despliegue lírico y logra el difícil balance entre la creatividad interpretativa y respeto por los diversos estilos.  (Los Andes, Mendoza, Argentina, 1992)

- Roberto Urbay es un músico integral. Su vasta cultura le ha abierto todos los caminos a través de la historia de los sonidos, con una visión abarcadora de épocas, estilos y conceptos en el devenir del tiempo. Dotado de gran talento y depurada técnica, se ha enfrentado a la música del siglo XX, con marcada preferencia, y muy particularmente, a la música cubana contemporánea. Su vínculo personal desde la adolescencia con mi obra musical, ha hecho de él un intérprete indiscutible de mi producción pianística y también camerística. Esta es la razón por la cual lo elegí para realizar esta grabación. Quede aquí mi reconocimiento por la alta fidelidad en su ejecución total.  (Harold Gramatges, compositor, La Habana, Cuba, 1997)

- Exquisito, conmovedor, y acuciante. (…) inolvidable y apasionada performance. (Saint-Saens, Concierto N° 2)   (UNO, Mendoza, Argentina, 2000)

- Artista de categoría internacional, mostró una técnica fenomenal y dio relieve expresivo a su parte.   (El Mercurio, Santiago de Chile, 2001)

- El debut (en el Teatro Colón) del pianista cubano Roberto Urbay en el Segundo Concierto de Liszt fue impresionante. Lo interpretó de una forma verdaderamente grandiosa, asumiendo convincentemente, toda la retórica del Romanticismo.   (Buenos Aires Herald, Argentina, 2003)

- Por otra parte, pasamos momentos de verdadero regocijo espiritual, con el recital de Sonatas de Mozart ofrecido por el pianista Roberto Urbay. Este artista se enfrentó a la obra del Genio de Salzburgo, con la sapiencia del hombre que sabe llegar a los momentos más recónditos de la obra del maestro, con la sonrisa cómplice de quien logra el hecho artístico con el gesto preciso. Urbay es un pianista maduro y en pleno ascenso, cualidad ésta que lo hace excepcional. No necesita de alharaca alguna. Triunfa con la humildad de los grandes  (Juan Piñera, CMBF Radio Musical Nacional, web site, 2006)

- La actuación del pianista Roberto Urbay en el concierto número 5 (Villa-Lobos), fechado en 1954, fue realmente de altísima calidad. Urbay es un músico maduro y experimentado que dominó el texto y la esencia de la obra (…) mostró lo mejor de sí en calidad y cultura de sonido y en virtuosismo que siempre supo poner fielmente al servicio de la música.   (Jorge López Marín, La Ventana, Portal informativo de Casa de las Américas, 2006)[5]

- El connotado músico se destacó por su excelente y magistral interpretación de la Rapsodía en Blue. (…) por su precisa y adecuada acentuación, su pulcritud en la ejecución y un carácter ante el piano muy apropiado para este tipo de música.   (El Diario, La Paz, Bolivia, 2008)

- (…) el consagrado pianista cubano Roberto Urbay, objeto de una vibrante versión que provocó un largo y cálido aplauso. (Concierto n.º 1 para piano de Chaikovski)   (La Nación.com, Argentina, 2008)[6]

## Premios y honores
- 1970: Primera Mención de Piano en el Concurso Nacional de la UNEAC (Unión Nacional de Escritores y Artistas de Cuba
- 1973: Premio de Piano en el Concurso Nacional de la UNEAC (Unión Nacional de Escritores y Artistas de Cuba
- 1977: Premio Especial en Música de Cámara Festival "Interpodium" de Bratislava, Tribuna de Jóvenes Intépretes, Eslovaquia
- 1979: Diploma "Los Mejores de la Profesión" Moscú, URSS
- 1981: Ciudadano Honorario de Texas, otorgado por el Gobernador de Texas y el Secretario de Estado
- 1999: Premio Solista Concertante en la en la Feria Discográfica Internacional “Cubadisco” por el álbum "Obra Completa para Piano de Harold Gramatges" (2CD)
- 2007: Gran Premio en la en la Feria Discográfica Internacional “Cubadisco” al álbum "Cinco Conciertos para Piano y Orquesta de Heitor Villa-Lobos" (2CD y 1DVD)[7]
- 2008: Premio Solista Concertante en la en la Feria Discográfica Internacional “Cubadisco” por el álbum "Mozart en La Habana (3DVD)

## Grabaciones

### Discografía
- 1997: Harold Gramatges: Obra Completa para Piano (EGREM 2CD)
- 1997: Homenaje a Harold Gramatges (Magic Music)
- 2002: Antología Pianística Cubana Vol. I (EGREM)
- 2002: Antología Pianística Cubana Vol. II (EGREM)
- 2004: Harold Gramatges: Mis Versiones Preferidas (EGREM)
- 2004: Harold Gramatges: Obra Completa para Piano Vol. I (EGREM)
- 2004: Harold Gramatges: Obra Completa para Piano Vol. II (EGREM)
- 2006: Heitor Villa-Lobos: Cinco Conciertos para Piano y Orquesta (Colibrí 2CD)

### Videografía
- 2006: Heitor Villa-Lobos: Cinco Conciertos para Piano y Orquesta (Colibrí DVD)
- 2007: Harold Gramatges: La Magia de la Música (Factoría Autor DVD)
- 2007: Mozart en La Habana (Colibrí 3DVD)